# Daboia russelii
La víbora de Russell (Daboia russelii), también denominada víbora de cadena, víbora india de Russell, o serpiente de las tijeras, es una especie de serpiente venenosa vipérida del Viejo Mundo, que vive en Asia a lo largo del subcontinente indio; la antigua subespecie D. russelii siamensis se reparte por la mayor parte de Asia Sudoriental, China meridional y Taiwán. Daboia era, hasta hace poco,  un género monotípico. Es miembro del grupo de las cuatro grandes serpientes venenosas de la India. Esta especie es responsable de la mayor parte de casos de mordeduras y muertes en el mundo debido a su frecuente presencia en lugares poblados por humanos. Su nombre le fue dado en honor a Patrick Russell (1726–1805), un herpetólogo escocés, el primero en describir muchas de las serpientes de la India; su nombre genérico, daboia, viene del hindi y significa "esa cosa oculta" o "la que acecha."

## Descripción
Esta serpiente alcanza una longitud máxima de 166 cm (5.5 ft) y el promedio es de alrededor de 120 cm (4 ft) en poblaciones continentales de Asia, aunque las poblaciones insulares no alcanzan ese tamaño. Es más delgada que la mayor parte de las otras vipéridas. Ditmars (1937) reportaron las siguientes dimensiones para "especímenes adultos de tamaño regular":

| Longitud total        | 4 ft., 1 pulgadas | 124 cm |
| Longitud de la cola   | 7 pulgadas        | 18 cm  |
| Contorno              | 6 pulgadas        | 15 cm  |
| Ancho de la cabeza    | 2 pulgadas        | 5 cm   |
| Longitud de la cabeza | 2 pulgadas        | 5 cm   |

La cabeza es aplanada, triangular, y diferenciada del cuello. El hocico es embotado, doblado y levantado. Las fosas nasales son grandes, en medio de una escama nasal única y grande. El borde inferior de la nasal toca la nasorostral. La supranasal tiene una fuerte forma creciente y separa la nasal de la nasorostral anteriormente. La escama rostral es tan amplia como alta.

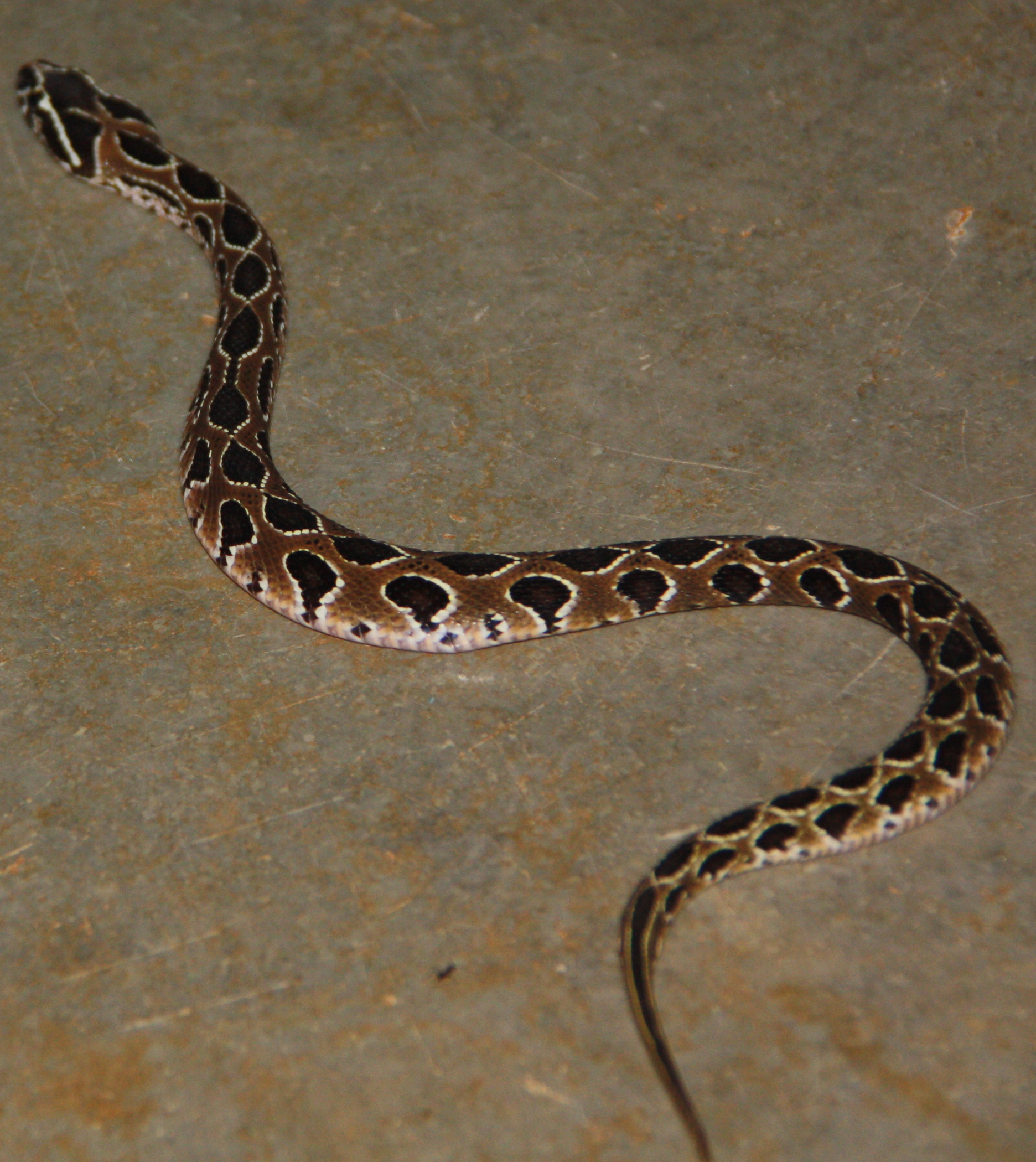
D. russelii en Pune.

La corona de la cabeza está cubierta de escamas irregulares, fuertemente fragmentadas. Las escamas supraoculares son angostas, solas, y separadas por 6–9 escamas a través de la cabeza. Los ojos son amplios, manchados con amarillo o dorado, y cada uno está rodeado por 10–15 escamas circumorbitales. Hay 10–12 supralabiales, de las cuales, la cuarta y quinta son significativamente más amplias. 
El ojo está separado de las supralabiales por 3–4 filas de suboculares. Hay dos pares de escudos de barbilla, el par frontal notablemente ampliado. Los dos huesos maxilares soportan, al menos, dos y la mayor parte cinco o seis pares de colmillos a la vez: los primeros son activos y el resto de reemplazo. Los colmillos alcanzan una longitud de 16 mm en el espécimen promedio.
El cuerpo es fuerte, la sección de un corte transversal es redondeado a cilíndrico. Las escamas dorsales son fuertemente aquilladas; sólo la fila inferior es lisa. Medio cuerpo, 27-33 escamas dorsales. Las escamas ventrales son de 153-180. El plato anal no está dividido. La cola es corta — aproximadamente el 14 % de la longitud de total del cuerpo— con escamas subcaudales de 41–68.

## Veneno

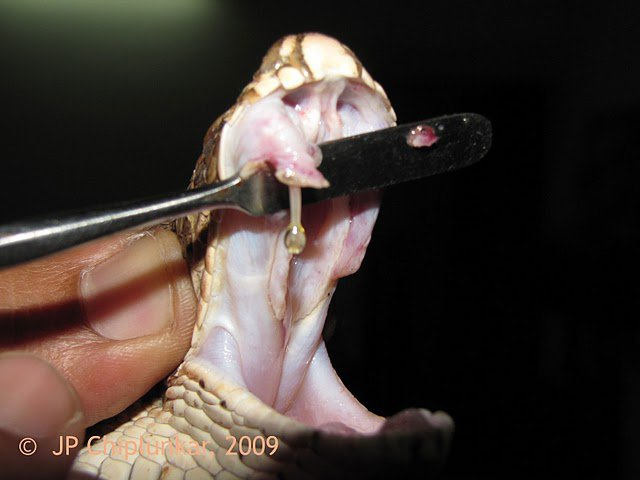
D. russelii tiene colmillos largos.

La cantidad de veneno producido por un espécimen individual es considerable. La producción de veneno reportada para especímenes adultos está en un rango de 130–250 mg a 150–250 mg a 210–268 mg. Para 13 juveniles con una longitud promedio de 79 cm, la producción de veneno fue de 8–79 mg (media 45 mg).
La DL50 en ratones, la que se usa como un indicador general de la toxicidad del veneno de serpiente, es como sigue: 0,08–0,31 μg/g intravenoso, 0,40 μg/kg intraperitoneal, 0,75-1,6 mg/kg subcutáneo. Para la mayoría de los humanos, una dosis letal es de aproximadamente 40–70 mg. En general, la toxicidad depende de una combinación de cinco diferentes fracciones del veneno, cada una de las cuales es menos tóxica al ser probada separadamente. La toxicidad del veneno y los síntomas de la mordedura en humanos varían dentro de diferentes poblaciones y a lo largo del tiempo.
Los síntomas de envenenamiento comienzan con dolor en el sitio de la mordedura, seguido en forma inmediata por la hinchazón de la extremidad afectada. La hemorragia es un síntoma común,  especialmente en las encías y la orina, y el esputo puede mostrar signos de sangre dentro de los 20 minutos posteriores a la mordedura. Hay un descenso en la presión sanguínea y caída de la frecuencia cardíaca.
Se producen ampollas en el sitio de la mordedura, que se desarrollan a lo largo del miembro afectado en casos severos. La necrosis es por lo general superficial y limitada a los músculos cerca de la mordedura, pero puede ser severa en casos extremos. Los vómitos y la hinchazón facial ocurren en aproximadamente una tercera parte de los casos.
Puede presentarse un fallo renal en, aproximadamente, el 25-30 % de las mordeduras no tratadas.
Coagulación intravascular diseminada severa también puede ocurrir en envenenamientos severos. El tratamiento médico inmediato y el inmediato acceso al antisuero pueden prevenir y reducir drásticamente las posibilidades de desarrollar complicaciones severas/potencialmente letales.
El dolor severo puede durar de 2 a 4 semanas. Localmente, puede persistir dependiendo del nivel de daño tisular. A menudo, el pico de inflamación local dentro de las 48 a 72 horas, involucra el miembro afectado y el tronco. Si se presenta la hinchazón hasta el tronco dentro de 1 a 2 horas, es probable el envenenamiento masivo. Puede ocurrir decoloración a lo largo del área inflamada cuando glóbulos rojos y plasma abandonan el tejido muscular. La muerte por septicemia, fallo renal, respiratorio o cardíaco puede ocurrir 1 a 14 días con posterioridad a la mordedura o aún más tarde.
Debido a que este veneno es efectivo para inducir trombocitopenia, ha sido incorporado en una prueba para diagnóstico in vitro para coagulación sanguínea que es ampliamente usada en laboratorios de hospitales. Este test es, a menudo, conocido como ensayo del veneno de la víbora de Rusell diluido (dRVVT). El coagulante en el veneno directamente activa el factor X, que cambia protrombina en trombina en la presencia del factor V y fosfolípidos. El veneno es diluido para dar un tiempo de coagulación de 23 a 27 segundos y el fosfolípido es reducido para hacer un test extremadamente sensible a fosfolípido. El test dRVVT es más sensible que el test aPTT para la detección de anticoagulante lúpico (una enfermedad autoinmune), debido a que no es influido por deficiencias en los factores de coagulación VIII, IX o XI.

## Reproducción
Esta especie es ovovivípara. El apareamiento ocurre generalmente a comienzos del año, aunque se pueden encontrar hembras grávidas en cualquier época. El período de gestación es de más de seis meses. Los juveniles son producidos de mayo a noviembre, pero mayoritariamente en junio y julio. Son criadores prolíficos. Camadas de 20–40 animales son comunes, aunque puede haber descendencia menor y a veces llegar a una sola cría. El máximo reportado es 65 en una sola camada. Al nacimiento, las crías tienen una longitud de 215–260 mm. La menor longitud para una hembra grávida es de aproximadamente 100 cm. Parece ser que la madurez sexual se alcanza de los 2 a 3 años. En un caso, le llevó a un espécimen casi 4 horas y media parir 11 crías.